# Shorea micans
Shorea micans är en tvåhjärtbladig växtart som beskrevs av Peter Shaw Ashton. Shorea micans ingår i släktet Shorea och familjen Dipterocarpaceae. Inga underarter finns listade i Catalogue of Life.